# Sutoragan
Sutoragan is een bestuurslaag in het regentschap Purworejo van de provincie Midden-Java, Indonesië. Sutoragan telt 1398 inwoners (volkstelling 2010).